# Claudio Cima
Claudio Cima (Villa di Villa, 1949 – Villa di Villa, settembre 2005) è stato un alpinista e scrittore italiano.
Lo zumellese Claudio Cima era considerato uno dei maggiori conoscitori delle Dolomiti e delle montagne venete e trentine in particolare. Dopo la laurea all'università Bocconi di Milano e i numerosi master universitari frequentati, si è dedicato inizialmente all'insegnamento e successivamente al giornalismo.
È morto nel 2005 cadendo in un burrone nelle Prealpi Bellunesi nei pressi di Villa di Villa suo paese natale.

## Alcune pubblicazioni
- Pale di S. Martino-Valle di Primiero. Passeggiate ed escursioni Autore: Cima Claudio Editore: Tassotti Data pubbl.: 1987
- Arrampicate scelte sulle Pale di San Martino Autore: Cima Claudio Editore: Tassotti Data pubbl.: 1988
- Alte vie delle Dolomiti (1-4). I grandi sentieri dei Monti Pallidi Autore: Cima Claudio Editore: Edizioni Mediterranee Data pubbl.: 1988
- Andar per sentieri in Veneto Autore: Cima Claudio Editore: De Agostini - Ist. Geografico De Agostini Data pubbl.: 1989
- Sui sentieri delle leggende Autore: Cima Claudio Editore: Edizioni Mediterranee Data pubbl.: 1992
- Sella. Arrampicate scelte Autore: Cima Claudio Editore: Edizioni Mediterranee Data pubbl.: 1993
- Dolomiti meridionali. 250 arrampicate scelte Autore: Cima Claudio Editore: Edizioni Mediterranee Data pubbl.: 1993
- Scopriamo insieme i parchi delle Dolomiti Autore: Cima Claudio Editore: De Agostini - Ist. Geografico De Agostini Data pubbl.:1994
- I laghi delle Dolomiti  Autore: Cima Claudio Editore: Edizioni Mediterranee Data pubbl.: 1996
- Pale di San Martino. 200 arrampicate scelte Autore: Cima Claudio Editore: Edizioni Mediterranee Data pubbl.: 1999